# Uppsala (region)

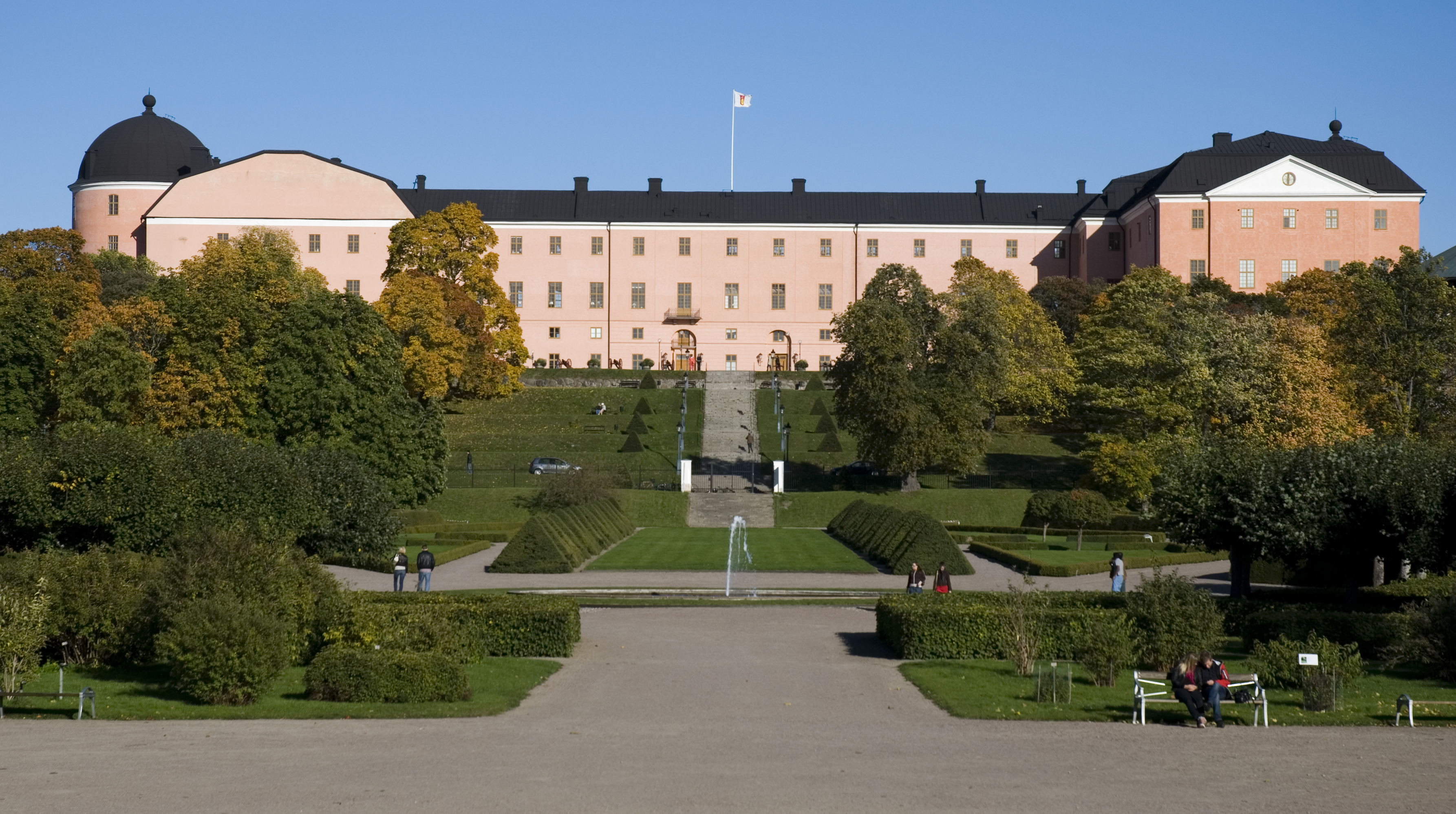
Zamek w Uppsali; rezydencja landshövdinga regionu Uppsala

Uppsala (szw. Uppsala län) – jedna ze szwedzkich prowincji (län). Siedzibą władz regionu (residensstad) jest Uppsala.

## Geografia
Region Uppsala jest położony we wschodniej części Svealand i obejmuje zachodnie i północne części krainy historycznej (landskap) Uppland oraz małą część Gästrikland.
Graniczy z regionami Sztokholm, Södermanland (przez jezioro Melar), Västmanland i Gävleborg oraz z Morzem Bałtyckim.

## Demografia
31 grudnia 2014 r. Uppsala län liczył 348 942 mieszkańców (5. pod względem zaludnienia z 21 regionów Szwecji), gęstość zaludnienia wynosiła 42,5 mieszkańców na km².

## Gminy i miejscowości

### Gminy
Region Uppsala jest podzielony na 8 gmin:
| - Älvkarleby (9 169) - Enköping (41 163) - Håbo (20 034) - Heby (13 490) - Knivsta (16 105) - Östhammar (21 374) - Tierp (20 245) - Uppsala (207 362) |

Uwagi: W nawiasie liczba mieszkańców; stan na dzień 31 grudnia 2014 r.
1 stycznia 2007 r. gmina Heby została odłączona od regionu Västmanland i przyłączona do regionu Uppsala.

### Miejscowości
Lista 10 największych miejscowości (tätort-er) regionu Uppsala (2010):
| #  | Miejscowość | Gmina      | Liczba mieszkańców (2010) |
| -- | ----------- | ---------- | ------------------------- |
| 1  | Uppsala     | Uppsala    | 140 451                   |
| 2  | Enköping    | Enköping   | 21 121                    |
| 3  | Bålsta      | Håbo       | 14 147                    |
| 4  | Sävja       | Uppsala    | 9684                      |
| 5  | Knivsta     | Knivsta    | 7081                      |
| 6  | Storvreta   | Uppsala    | 6347                      |
| 7  | Skutskär    | Älvkarleby | 6075                      |
| 8  | Tierp       | Tierp      | 5587                      |
| 9  | Östhammar   | Östhammar  | 4534                      |
| 10 | Björklinge  | Uppsala    | 3269                      |